# 奥恩河畔科蒙
奥恩河畔科蒙（法語：Caumont-sur-Orne，發音：[komɔ̃ syʁ ɔʁn] ⓘ）是法国卡尔瓦多斯省的一个旧市镇，属于卡昂区。2016年1月1日，奥恩河畔科蒙与临近的4个市镇合并为新市镇勒奥姆（后更名为“蒂里阿库尔勒奥姆”），并成为了勒奥姆的委派市镇。

## 地理
奥恩河畔科蒙（48°57'24"N, 0°28'49"W）面积0.92 平方千米，位于法国诺曼底大区卡爾瓦多斯省，该省份为法国西北部沿海省份，北濒大西洋英吉利海峡，东北与滨海塞纳省以海上边界相接，东临厄尔省，南至奧恩省，西与芒什省接壤。
与奥恩河畔科蒙接壤的市镇（或旧市镇、城区）包括：孔布赖、埃松、圣马丹德萨朗、圣雷米。
奥恩河畔科蒙的时区为UTC+01:00、UTC+02:00（夏令时）。

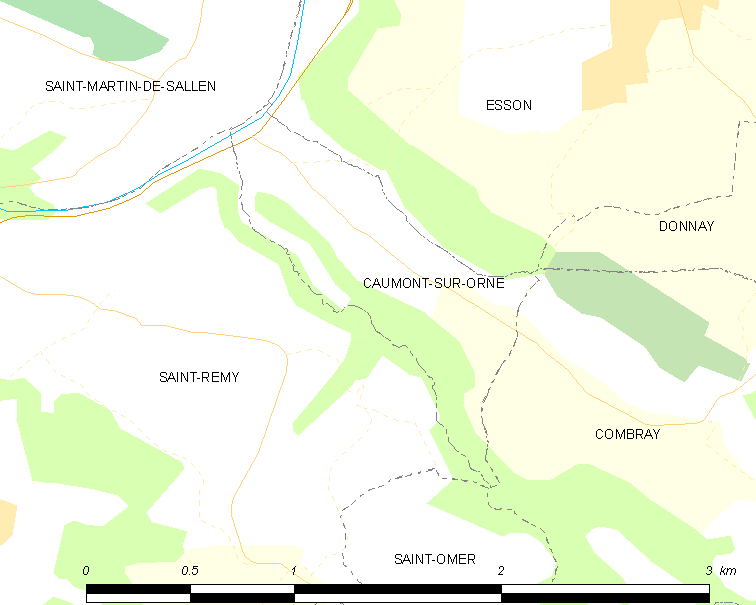
奥恩河畔科蒙的OSM定位图

## 行政
奥恩河畔科蒙的邮政编码为14220，INSEE市镇编码为14144。

## 政治
奥恩河畔科蒙所属的省级选区为勒奥姆县。

## 人口

1962-2008年间奥恩河畔科蒙人口变化图示

奥恩河畔科蒙于2018年1月1日时的人口数量为75人。